# 애경산업
애경산업(愛敬産業, 영어: Aekyung Industrial)은 1950년 대한민국의 유지제품 제조사업의 업체다. 세제, 비누, 치약, 샴푸, 린스 등으로 성장하였다. 본사소재지는 서울특별시 마포구 양화로 188 (동교동)에 있다.

## 설립목적
애경산업은 ‘제품과 서비스를 통해 고객에게 아름다움과 건강함, 깨끗함과 편리함을 제공한다’는 목표 아래 치약, 비누의 종합 생활용품과 화장품을 제조 및 판매하기 위하여 설립되었다.

## 변천
1950년 10월에 대륭산업으로 설립되었다. 1954년에 대륭산업에서 애경유지공업으로 변경하였다. 1985년 4월 애경유지공업에서 애경산업으로 설립되었다. 1987년 3월 대전에 샴푸와 린스 공장을 준공하였으며, 1994년 6월 충청남도 청양군에 공장을 준공하였다. 2018년 8월 본사를 마포구 양화로 188 (동교동, 홍대입구)으로 이전하였다.
2025년 애경그룹이 재무구조 개선 차원에서 경영권 프리미엄과 자산 가치를 합한 매각가 2,400억 원에 매각을 진행중이다.

## 주요사업과 업무
애경산업은 세제, 치약, 샴푸 등의 종합 생활용품과 화장품을 제조 및 판매하는 것을 주요 사업으로 삼고 있다. 대덕연구단지에 위치한 중앙 연구소에서 신제품 개발에서부터 미래 산업 분야까지 중·장기적인 전략 기술을 끊임없이 연구 개발하고 있으며, 청양과 대전의 공장에서 고품질의 제품을 생산하는 데 주력하고 있으며 한보그룹의 부도로 위기에 처한 상아제약 인수 물망에 한때 거론됐다.

## 브랜드
- 케라시스
- 샤워메이트
- 동의홍삼
- 닥터루티어
- 올팩션
- 트임
- 닷솔루션
- 쟈끄데상쥬프로페셔널
- 씨솔루션
- 허브마리1848
- 탈취탄
- 에어후레쉬
- 휘슬
- 블루칩
- 홈백신
- 부라보
- 르샤트라
- 살롱드마지
- 엄마의선택
- SWAY
- 제트
- 클라보
- 2080
- 딥스
- 담은
- 바세린
- 블랙포레
- 에이솔루션
- 포인트앤
- 리앙뜨
- 루나
- 에이지 투웨니스
- 원씽
- 랩신
- 알피스트
- 더마&모어
- 스니키
- 럽센트
- 치유비
- 살라리움
- 스몰란드
- 에어화이트
- 하나로플러스
- 사보르
- 스파크
- 울샴푸
- 아이린
- 순샘
- 트리오
- 덴티스트리
- 리큐
- 에스따르
- 상장비움
- 마리끌레르

## 단종브랜드
- 센서블
- 마돈나
- 설미단
- 에브리스
- 나이브
- 하나로
- 그랑비아
- 폰즈
- 포인트
- 미향
- 비놀리아
- 포미
- 로맨스
- 생발음
- 쉬림

## 현황
- 2018년 12월 31일 기준 애경산업의 총매출액은 6,973억 원, 영업 이익은 774억 원이며, 당기 순이익은 595억 원이다. 직원 수는 863명이다.

## 연혁
- 1950년 10월 대륭산업㈜ 창립
- 1954년 6월 애경유지공업㈜ 창립
- 1956년 1월 국내최초 미향비누 발매
- 1966년 6월 액체 세탁비누 애경써니 발매
- 1966년 12월 트리오 출시
- 1972년 8월 애경유지 장영신 대표이사 취임
- 1973년 4월 로맨스샴푸 발매
- 1975년 7월 애경유지 대전공장, 합성세제공장 준공
- 1980년 선실크 발매
- 1981년 울샴푸 발매
- 1982년 1월 영국 유니레버사와 럭스비누 제조기술 협정 체결
- 1982년 8월 럭스비누 발매
- 1983년 10월 중앙연구소 설립
- 1984년 4월 포미발매
- 1985년 4월 25일 애경산업㈜ 설립 (서울특별시 구로구 구로동 83)
- 1987년 3월 대전공장 샴푸와 린스 설비동 준공
- 1987년 4월 효소 세제인‘스파크’ 발매
- 1988년 4월 품질보증 Q마크 및 품질관리 1등급 획득
- 1989년 3월 마돈나 샴푸 발매
- 1990년 4월 비놀리아 비누 발매
- 1991년 11월 영국 유니레버 결별
- 1992년 4월 옥수수성분에 주방세제 바이오 트리오 출시
- 1992년 5월 쟈끄데상쥬 프로페셔널 출시
- 1993년 6월 일본 다이에 수출 시작(OEM)
- 1993년 7월 애경 포인트 출시
- 1993년 11월 주방세제 순샘 출시
- 1994년 6월 애경산업 청양공장 준공 (기존의 대전공장에 있는 비누,치약,샴푸,린스 생산 및 설비 라인을 청양공장으로 이전)
- 1995년 7월 샤워메이트 고급 출시
- 1996년 4월 항균 주방세제 크리어 출시
- 1997년 4월 청양공장 ISO 9002 인증
- 1997년 5월 한국크로락스와 사업제휴
- 1998년 12월 덴탈크리닉 2080 출시
- 1999년 7월 애경 비앤에프 출시
- 2000년 12월 애경 동의생금 치약 출시
- 2001년 1월 트리오 5억병 돌파
- 2001년 10월 애경종합기술원 개원
- 2002년 5월 케라시스 헤어케어 출시
- 2003년 11월 애경 울샴푸 고급 출시
- 2004년 5월 애경 아이린 출시
- 2004년 11월 덴탈크리닉 2080 오리지날 그린후레쉬,비타케어 3종 확대 출시
- 2005년 9월 청양 물류센터 준공
- 2005년 12월 디자인 페스티벌 개최
- 2006년 8월 아티스트 브랜드 조성아 The CreativeLUNA 출시
- 2007년 2월 애경 에스티㈜ 설립
- 2007년 5월 애경 디자인센터준공
- 2008년 8월 2080청은차 / 샤이닝화이트 출시
- 2009년 4월 에스따르 출시
- 2009년 5월 케라시스 살롱케어 출시
- 2009년 10월 루나 누적판매 1천억 돌파
- 2009년 12월 세탁세제 연1천억 돌파 2009년 대한민국 디자인대상 대통령상 수상
- 2010년 5월 판촉용 포장재 감소 환경부장관 표창 순샘 버블 / 리큐 출시
- 2010년 9월 순샘 버블 레드닷 디자인 어워드 수상
- 2011년 3월 리큐 향기캡슐 출시, 2080 PRO 출시
- 2011년 11월 2080 프로 크리닉 맥스 칫솔 출시
- 2011년 12월 스파크, 세계 최초 세탁세제 저탄소 상품 인증
- 2012년 1월 리큐 2배 진한겔 출시
- 2012년 5월 캐라시스 리미티드 에디션 출시 2080 네이처 홀릭, 스페셜 케어 출시
- 2012년 6월 리큐 2배 진한겔 대한민국 녹색경영대상 수상
- 2012년 10월 애경 농협 한삼인 MOU 체결
- 2012년 11월 에이지 투웨니스 출시
- 2013년 4월 한국산업의 브랜드파워 1위
- 2013년 7월 창조경제부문 지속가능경영대상
- 2013년 10월 케라시스 퍼퓸 컬렉션 출시
- 2013년 11월 제 12회 한국 SCM 대상
- 2013년 12월 환경부 표창장 / 가족친화기업 인증
- 2014년 9월 대한민국 독서대전 최우수 기업 선정 문화체육부장관 대상 미래기술선점-품질기술부문 창조경영대상
- 2015년 9월 전국품일분임조 경진대회 대통령상 은상 수상
- 2015년 10월 대한민국 나눔국민대상 보건복지부 장관상 수상
- 2015년 11월 코칭문화 확산 우수 기관상 수상
- 2015년 12월 소비자의 날 ‘대통령 상’ 표창
- 2016년 1월 트리오 50주년
- 2016년 6월 트리오 투명한 생각 PENTAWARDS Bronze 수상
- 2016년 7월 청양공장 식약처 CGMP (우수화장품 제조 및 품리관리기준 적합업소) 인증취득
- 2016년 10월 헤어앤케어 브랜드 전문점 헤어살롱 출시
- 2016년 11월 네이처링 퍼퓸 it-Awards 패키지부문 수상 네이처링 퍼퓸 PINUP 디자인 어워드 파이널리스트 수상 네이처링 탈모 대한민국 패키지디자인대전(PACK STAR) 팩스타상 수상
- 2016년 12월 가족친화 재인증
- 2017년 1월 덴티스트리, 리얼페이스 출시
- 2017년 2월 트리오 투명한 생각 IF Design Awards Winner 수상
- 2017년 3월 리큐 제트 출시
- 2017년 7월 투명한 생각, 더마&모어 출시
- 2017년 11월 애경산업 중국법인 설립 국가 품질경영대회 금상, 은상 수상 발이스타 출시
- 2018년 1월 순샘 오리지널 PINUP 디자인 어워드 BEST OF BEST 수상 리큐 제트 PINUP 디자인 어워드 BEST 100 수상 케라시스 퍼퓸 드 그라스 PINUP 디자인 어워드 FINALIST 수상
- 2018년 2월 순샘 오리지널 대한민국 패키지디자인대전(PACK STAR) 팩스타상 수상, IF Design Awards Winner 수상 케라시스 퍼퓨머리 드 그라스 대한민국 패키지디자인대전(PACK STAR) 팩스타상 수상, IF Design Awards Winner 수상
- 2018년 3월 애경산업 상장 비움 출시
- 2018년 4월 Age 20's 티몰 국제 뷰티 부문 인기 제품상 수상
- 2018년 8월 본사를 마포구 양화로 188로 이전.
- 2023년 4월 애경산업 블랙포레 출시
- 2023년 5월 애경산업 럽센트 출시
- 2023년 7월 대전공장이 가동률 감소로 인해 폐쇄 (2023년 8월 대전공장 매각예정 유동자산 분류 및 대전공장 직원 대부분이 청양공장으로 옮겼다.)

## 사업장

### 본사
- 애경 본사 - 서울특별시 마포구 양화로 188 (동교동, 애경타워(홍대입구역))

### 공장 현황
- 청양공장 - 충청남도 청양군 정산면 충의로 1547-9

### 종합기술원
- 종합기술원 - 대전광역시 유성구 신성남로 120

### 디자인센터
- 디자인센터 - 서울특별시 마포구 월드컵북로6길 41

## 같이 보기
- 애경그룹
- 유니레버
- 청양군